# مهرانیان
مهرانیان فرمانروایان محلی ایرانی‌تبار بخشهای متعددی در قفقاز از سال ۳۳۰ میلادی تا ۸۲۱ میلادی بودند. این خاندان نیاکان خود را از ساسانیان می‌دانستند ولی برخی منابع اصلیت آنان را پارتی شمرده است. 

## تاریخچه
سرسلسه این دودمان فردی به نام مهران، از خویشاوندان دور ساسانیان بود که در منطقه گردمان در اوتیک ساکن شد. او احتمالاً از شاخه‌ای از خاندان مهران بوده است که از هفت خاندان بزرگ ایران بودند و دو دودمان دیگر آنها بر ایبری (سلسله خسرویان) و گوگارک فرمان می‌راندند.
چگونگی دستیابی مهرانیان به تخت ارانشاهی (پادشاهی اران) نامشخص است. گفته شده است که جد آنها مهران، حکومت بر گاردمان را از خسرو پرویز پادشاه ساسانی (حک. 590–628) دریافت کرده است.  در ح. 600 میلادی، مهرانیان تمام اعضای خاندان آرانشاهیک را به استثنای فردی به نام زرمهر که با مهرانیان وصلت کرده بود، نابود کردند.  این بدین سبب بود که خاندان آرانشاهیک هنوز در اران که در ابتدا تا زمان سرنگونی‌شان بر آن حکومت می‌کردند تا حدودی اقتدار داشتند.  سپس مهرانیان تمام اران را فتح نموده، خود را ارانشاه خواندند، اما بدون پذیرش جایگاه سلطنتی آن.   بنابراین رئیس خاندان، «ارباب گاردمن و حاکم اران» بود. 
از برجسته‌ترین حکام این خاندان در قرن هفتم میلادی، وراز گریگور، پسرش جوانشیر، و وراز تیرداد یکم بودند. مهرانیان عنوان ارانشاهان (یعنی شاهان اران) را برای خود برگزیدند. حکومت این دودمان پس از کشته شدن وراز تیرداد دوم توسط نرسه پیلپیان در سال‌های ۸۲۲–۸۲۳ میلادی به پایان رسید. 
زان پس سهل سمباتیان، از نوادگان خاندان ارانشاهیک  که پیشتر به آن اشاره شد، عنوان ارانشاه را بر خود نهاد و بر بخش قابل توجهی از اران حکومت کرد.

## مهرانیان اران
اران در دورهٔ مادها و هخامنشیان تحت تابعیت ایران قرار داشت. این سرزمین در دورهٔ زمامداری «سلوکیان» استقلال بیش‌تری یافت. از قرن اول پیش از میلاد تا قرن چهارم میلادی، اران چندین بار به دست ایران و روم فتح شد. در سال ۴۶۹ میلادی با انقراض پادشاهی اران، این منطقه به مجدداً تحت نظارت ایران درآمد ولی پس از مدتی سلسله ارانشاهیک در این منطقه قدرت را در دست گرفتند. پس از ظهور مهرانیان در اواخر قرن ششم میلادی که از خویشاوندان ساسانیان بودند، خاندان ارانشاهیک منقرض شدند. پس از ورود اعراب و انقراض حکومت مهرانیان، از سوی خلفا والی برای ادارهٔ این منطقه تعیین می‌شد.
نامهای مهرانیان اران بدین شرح است:
- وراز گریگور (۶۲۸–۶۳۶)
- جوانشیر (۶۳۶–۶۸۰)
- وراز تیرداد اول (۶۸۰–۷۰۵)
  - شیرویه (۶۹۹–۷۰۴، غاصب)
- واردان دوم (۷۰۵–۷۴۰)
- نرسه-دزندک (۷۴۰–۷۷۰)
- گاگیخ دوم (۷۷۰–۷۹۰)
- استفانوس اول (۷۹۰–۸۲۱)
- وراز تیریداد دوم (۸۲۱–۸۲۲)